# الخط الزمني لثورة الشباب اليمنية (3 يونيو - 22 سبتمبر 2011)
للخط الزمني منذ بداية الثورة إلى 2 يونيو، انظر الخط الزمني لثورة الشباب اليمنية (يناير - 2 يونيو 2011)
للخط الزمني منذ 23 سبتمبر إلى ديسمبر 2011, انظر الخط الزمني لثورة الشباب اليمنية (23 سبتمبر - ديسمبر 2011)
للخط الزمني منذ يناير إلى 27 فبراير 2012 , انظر الخط الزمني لثورة الشباب اليمنية (يناير - 27 فبراير 2012)
وفيما يلي التسلسل الزمني لأحداث ثورة الشباب اليمنية من 3 يونيو إلى 22 سبتمبر 2011. كانت الثورة اليمنية سلسلة من الاحتجاجات الكبرى، والتوترات السياسية، والاشتباكات المسلحة التي تجري في اليمن، والتي بدأت في يناير 2011، وتتأثر بالاحتجاجات المتزامنة في المنطقة. قتل المئات من المتظاهرين وأفراد الجماعات المسلحة وجنود من الجيش وأفراد الأمن، والكثيرين غيرهم جرحوا، في أكبر احتجاجات شهدتها البلاند العربية منذ عقود.
دخلت الانتفاضة مرحلة جديدة ومثيرة مع محاولة اغتيال على ما يبدو ضد الرئيس صالح وغيرة من كبار المسؤولين اليمنيين الذي تعارضهم حركة الاحتجاج والثورة. أمضى صالح أكثر من ثلاثة أشهر ونصف يخضع للعلاج في المملكة العربية السعودية بعد تعرضه لحروق شديدة وإصابات بشظايا، ولكنه نجا من التفجير الذي أودى بحياة عدة أشخاص آخرين في دائرته الداخلية. خلال هذه الفترة من الثورة كان على نائب الرئيس عبد ربه منصور هادي قائماً بأعمال الرئيس حين كان صالح في الرياض عاصمة السعودية.

## الخط الزمني
|  | انتبه: أُنشئت هذه الصفحة نتيجة لترجمة جزئية أو كلية للصفحة الأصيلة «Timeline of the Yemeni revolution (3 June – 22 September 2011)» في ويكيبيديا الإنجليزية تحت رخصة جنو للوثائق الحرة. وقد تكون الترجمة غير دقيقة أو ناقصة. |

### يونيو

#### الأربعاء 1 يونيو
قصفت قوات الحرس الجمهوري اليمني التي يقودها أحد أبناء الرئيس صالح، مقر قائد الفرقة الاولى مدرعالذي أعلن تأييدة للثورة في وقت سابق، مع أنه أتخذت هذه القوات موقفاً محايداً في النزاع بين مسلحي القبائل وقوات الحكومة.
اشتدت الاشتباكات العنيفة بين القوات الموالية للرئيس صالح وبين المسلحين المناصرين للشيخ صادق الأحمر والتي يعتقد أن إبادات جماعية لهذه القبائل تمت ليلتها وسط تعتيم إعلامي. كما ظهرت بوادر للتسلح في تعز على أعقاب مجزرة ميدان الحرية يوم الأحد. توالت أيضاً ردود الفعل الدولية تجاه ما يحدث في اليمن حيث قال التحالف الدولي لملاحقة مجرمي الحرب والجرائم ضد الإنسانية (إيكاوس) إن ما يجري في اليمن هو جرائم ضد الإنسانية، وسيحمل ملفها الجنائي الرئيس علي عبد الله صالح وكل من يعاونه.
- في صنعاء، قالت قناة سهيل المعارضة في اليمن إن قوات الأمن الموالية للرئيس علي صالح قصفت بالأسلحة الثقيلة اليوم مقر شركة سما للإنتاج الإعلامي الوكيل الحصري لها، كما اتهمت القوات بنهب كافة محتويات مقر الشركة الذي يعتبر مكتب إنتاجها الرئيس في اليمن.[12]

وهاجمت الوحدات الحكومية برئاسة أحد أبناء الرئيس صالح، والقوات الخاصة الموالية للحكومة هاجمت المباني الحكومية في الحصبة ولكن فشلت في الاستيلاء عليها. وبلغ الضحايا خلال الأربع وعشرين ساعة منذ انهيار وقف إطلاق النار 47 مقتولاً في كلا الجانبين خلال القتال العنيف في الشوارع، بما في ذلك 15 من رجال القبائل و14 جنديا.

#### الخميس 2 يونيو
- تم تأجيل الرحلات الجوية بمطار صنعاء إلى غير مواعدها من نفس اليوم لأسباب يعتقد أنها أمنية.[17] كما أكد مصدر مسؤول في الحكومة اليمنية استعداد الرئيس علي عبد الله صالح لتوقيع المبادرة الخليجية.[18]

في 2 يونيو، اشتد القتال وقتل أكثر من 15 شخص، بينهم طفلة عمرها سبع سنوات. وحاول الآلاف من رجال القبائل من خارج صنعاء بالدخول إلى المدينة لتعزيز المعارك، توقفت القبائل عند حاجز عسكري على بعد 15 كيلو متر شمال العاصمة، ولكن استمروا في بذل محاولات اختراق حواجز الحكومة للدخول لصنعاء. حيث كانت المعارك مستعرة في شمال المدينة، وشوهدت دبابات وعربات مدرعة تدخل صنعاء من الجنوب. أيضا، ظهر فيديو يوضح القتال في صنعاء للمرة الأولى.

#### الجمعة 3 يونيو (جمعة «الوفاء لشهداء تعز» وجمعة «الأمن والأمان» ومحاولة اغتيال
في 3 يونيو حشد الرئيس أنصاره في جمعة أسموها جمعة الأمن والأمان، في الوقت الذي اسماها شباب الثورة والمعارضون جمعة الوفاء لشهداء تعز، شن هجوم على القصر الرئاسي بصنعاء واصيب صالح بجروح بالغة وأصيب سبعه مسؤولين حكوميين كبار، مساعد الرئيس صالح، ومحافظ صنعاء، رئيس الوزراء، ونائب رئيس الوزراء ورئيس البرلمان، ولم يتضح إذا كان الهجوم بواسطة صاروخ من الخارج أو قنبلة زرعت في مسجد القصر. اتهم الإعلام الحكومي أنصار صادق الأحمر بالهجوم على القصر.
ولكن نفى عبد القوى القيسي المتحدث باسم صادق الأحمر قائلاً أن «قبائل حاشد لم تكن وراء هذه الهجمات على القصر الرئاسي وإذا كانوا كذا فلا ينكر عليهم» وأضاف أن «الهجوم على القصر كان رداً على الهجمات التي ارتكبها على مدى الأسبوعين الماضيين. وهو يستفيد من الهجوم على قصر الرئاسة ليجعل الناس الناس يشعروا أنه هو المظلوم وهو يدافع عن نفسه وعدم مهاجمة الآخرين.»

#### السبت 4 يونيو (تضارب حول مصير الرئيس)
غادر صالح إلى السعودية لتلقي العلاج ووفقا لمسؤولي حكومة الولايات المتحدة، صالح عانى من انهيار الرئة وحروق في حوالي 40 في المئة من جسمه. a وقالت السعودية أن صالح خضع لعمليتين واحدة إزالة الشظايا والأخرى جراحة الأعصاب على رقبته.
ومن المتوقع أن يبقى في المملكة العربية السعودية لمدة أسبوعين: واحدة للعلاج، وآخر لعقد اجتماعات مع المسؤولين السعوديين. غيابه زاد أيضا احتمال الصراع على السلطة.

#### الأحد 5 يونيو (تأكيد سعودي بوصول الرئيس للعلاج)
في 5 يونيو، احتفل المتظاهرون في صنعاء في أعقاب نبأ رحيل الرئيس. ورددوا: «سقط النظام». وصرحت مصادر قناة الجزيرة أن نائب الرئيس عبد ربه منصور هادي قد استولوا على منصب الرئيس بالنيابة والقائد الأعلى للقوات المسلحة.
على الرغم من وقف إطلاق النار، كانت هناك تقارير صباح يوم 5 يونيو عن إطلاق نار كثيف وانفجارات في صنعاء تركزت في حي الحصبة، في نفس اليوم قالت قناة العربية إن القائم بأعمال الرئيس عبد ربه منصور هادي التقى أعضاء من الجيش وأبناء الرئيس صالح.
وأقر المسؤولون اليمنيون أن صالح أصيب بحروق أصيب في بلده الوجه، والرقبة، والصدر، فضلا عن شظايا خطيرة. وعلق مسؤول واحد لوسائل الإعلام أنه «محظوظ يكون على قيد الحياة». يقال أن طار واحد وثلاثون من أفراد الأسرة لصالح من اليمن إلى الرياض، العاصمة السعودية، تكون قريبة من الرئيس النقاهة. ، في فجر يوم الأحد أعلن الديوان الملكي السعودي وصول الرئيس اليمني للاراض السعودية لتلقي العلاج جرّاء الإصابات الناتجة عن محاولة اغتياله وتكهن الكثيرون بانه الخروج النهائي لصالح من صنعاء. يرى آخرون أن ثمة فبركة قام بها نظام صالح للخروج به سالماً من مأزق ثورة الشباب اليمنية وتجنب إدانته بجرائم ضد الإنسانية والتي كانت قد رفعت ضده وتوعد بها التحالف الدولي لملاحقة مجرمي الحرب والجرائم ضد الإنسانية (إيكاوس).[بحاجة لمصدر]

#### الإثنين 6 يونيو
تجددت الاشتباكات بعد أن قام أنصار النظام بإطلاق النار على مقاتلي المعارضة مما أسفر عن مصرع مقتل ما لا يقل عن ستة أشخاص.
و وردت تقارير متضاربة بشأن حالة تعز بثت في وسائل الإعلام. ووفقا لبعض الشهود، انسحبت قوات الأمن اليمنية من مدينة تعز ثاني أكبر مدينة في البلاد، وتركها في أيدي رجال القبائل المسلحين والمتظاهرين. نفت الحكومة اليمنية.

#### الثلاثاء 7 يونيو
قال سكان صنعاء أنها كانت هادئة في 7 يونيو وقرر المتظاهرين في ثورة الشباب اليمنية تنظيم مسيرة مليونية بعد أن سمعوا إعلان للنظام أن صالح سيعود خلال الأيام القادمة.
وأفادت وسائل الإعلام واحد على الأقل اثنين من المتظاهرين قتلوا رمياً بالرصاص وأصيب أكثر من اثنين من عناصر من «الحرس الجمهوري» في تعز، مما يشير إلى تقارير قوات الأمن انسحبت في وقت سابق من هذا الأسبوع كانت خاطئة جزئيا على الأقل. في صنعاء، أن الحكومة رفضت عرضاً من احزاب اللقاء المشترك لإجراء حوار مع المعارضة، واصفاً إياه بأنه «مثير للسخرية» وقائلا أن المحادثات لا يمكن المضي قدما دون إذن صريح ومشاركة لصالح. ردا على ذلك، حشدت آلاف المحتجين خارج مقر الرئيس بالإنابة للضغط عليه لتشكيل مجلس انتقالي، والموافقة على خطة لنقل السلطة وتحقيق الديمقراطية.

#### الأربعاء 8 يونيو
واعترف المسؤولون الأمن اليمنية تحدث بشرط عدم الكشف عن هويته أن أجزاء من تعز كانت تحت سيطرة رجال القبائل المناهضين للحكومة. القتال اسكت على ما يبدو في المدينة. على الرغم من البيانات السابقة أن أنها لن تجري حوارا مع الفصائل المناهضة للحكومة، فتح الحزب الحاكم في اليمن يقال أن لم يسبق له مثيل المحادثات مع «اجتماع الأطراف المشتركة»، الائتلاف المعارض الرئيسي في البلاد. وفي الوقت نفسه، قال مساعدو الشخصية لصالح يتعافى مع بعض الصعوبات الطفيفة، ولكن تقارير أخرى قالت أن الحروق تغطي 40 في المائة من كامل جسمه، وأنه قد يستغرق أشهر لاسترداد. واقترح بعض الأطباء غير منتسبين مع أطباء السعودية إدارة لصالح في الرياض أن إصابات الرئيس من المحتمل أن يثبت بشري، النظر في عصره ومدى الضرر المادي لجسده – إنذار غير رسمي بسرعة عند التي استولى عليها بعض النقاد المحلية والمعارضين لصالح. وقال العديد من المتظاهرين أنهم فوجئ وغضب عندما القوات تحت أمره من المعطوبة اللواء على محسن الأحمر، قريب وحليف للشيخ صادق الأحمر، استخدمت الذخيرة الحية والهراوات لتفريق المتظاهرين المناهضين للحكومة في صنعاء عقد اعتصام 24 ساعة مخططة. وقد تفككت الاعتصام مع خمس ساعات فقط للذهاب. أبلغ عن أي حالة وفاة، ولكن بعض الإصابات. وسار مئات متظاهرين في وقت لاحق في فترة ما بعد الظهر إدانة الهجوم وتأكيد مطالبهم بتشكيل حكومة انتقالية.

#### الخميس 9 يونيو
احتفل أنصار صالح في صنعاء بعد أن أكدت الحكومة أن الرئيس سوف يعود إلى اليمن واستئناف مهامه. وادعي مسؤولون يقال له إصابات «طفيفة». ومن ناحية أخرى، دعا المملكة المتحدة لاستئناف جهود الوساطة في دول مجلس التعاون الخليجي في حين تم تهميش صالح. وذكرت  صحيفة نيويورك تايمز  أن الإدارة أوباما قد كثفت العمليات العسكرية السرية في البلاد تستهدف تنظيم القاعدة في شبه الجزيرة العربية، ملء فراغ تم إنشاؤها بواسطة الشغل الشاغل للكثير من القوات المسلحة في اليمن. في جنوب أفريقيا، ظهرت الأسئلة البرلمانية حول المركبات African–produced الجنوبية المدرعة يقال أن تحول حتى في حوزة المتمردين اليمنيين الذي فر من الخدمة العسكرية.

#### الجمعة 10 يونيو
أنصار ومعارضي النظام المزمع مظاهرات متنافسة في صنعاء لبعد صلاة الظهر. المتظاهرين المناهضين للحكومة حوالي 100,000 غمرت ساحة التغيير، مرددين شعارات تدعو إلى تشكيل حكومة انتقالية وصالح أن يقدم للمحاكمة. صادق الأحمر قاد مظاهرات احتجاج كبيرة من خلال المربع، عرض أشلاء جثث مقاتلي حاشد قتلوا في الاشتباكات مع الموالين لصالح في الأسبوع السابق. ويقال أيضا أن تجمع المتظاهرون في تعز وفي أماكن أخرى في اليمن، مع عشرات الآلاف في مسيرة في ثاني أكبر مدينة في اليمن للمطالبة بتشكيل مجلس انتقالي.

#### السبت 11 يونيو
وكان مصدر مدعيا معرفة الوضع في المستشفى في الرياض حيث صالح وغيرهم من المسؤولين اليمنيين المصابين يخضعون للعلاج قال أن صحة الرئيس في مثل هذه الحالة السيئة أنه كان غير قادر على الوفاء بعدد من الوزراء الذين سعى جمهور سرير معه الأسبوع الماضي. ووفقا لهذا المصدر المجهول، كان استمرار صالح تعاني من صعوبة في التنفس، ورئيس الوزراء على محمد مجور، الذين يزعم أيضا ما زال في حالة خطيرة، قد شهدت أضرارا خطيرة ولا رجعة فيه لرؤيته.

#### الأحد 12 يونيو
وذكرت قناة الجزيرة أن مصادر داخل الحركة المعارضة قال اجتمع زعماء المعارضة مع هادي الرئيس بالنيابة لمناقشة انتقال السلطة. أنهم أعربوا عن قلقهم أن صالح وأبنائه تمارس الكثير من السلطة في البلاد، وقال أنهما بحثاً سبل يمكن أن تعمل الحكومة والمعارضة معا توسيع الهدنة في صنعاء إلى بقية أنحاء اليمن، فضلا عن ضمان يمكن أن تتدفق المساعدات الإنسانية في جميع أنحاء البلد لأولئك الذين في حاجة إليها. وفي الوقت نفسه، قالت وزارة الدفاع مرة أخرى وسيعود صالح إلقاء كلمة عامة، وبعض المسؤولين الحكوميين يقال أن يطعن على التوصل إلى اتفاق لنقل السلطة في حين بقي صالح خارج البلاد.

#### الإثنين 13 يونيو
مسؤول سعودي رفيع المستوى لوكالة فرانس أن صالح لن يعود إلى اليمن. بيد بن عبده-رداع، أكد نائب وزير الإعلام اليمنى أن صالح سيعود إلى اليمن «خلال الأيام المقبلة»، مضيفاً أن «صحة الرئيس تتحسن باستمرار.»

#### الثلاثاء 14 يونيو
الشرطة اليمنية قد فتح النار على عشرات آلاف متظاهرين في جنوب البلاد، مما أسفر عن مقتل واحد على الأقل. أصيب ستة أشخاص أيضا في عدن عندما اشتبك المتظاهرون مع قوات الأمن المسلحة بالدبابات، ووفقا لمصدر طبي.

#### الأربعاء 15 يونيو
أحمد الصوفي، سكرتير الرئيس صالح وسائل الإعلام، يعلن أن الرئيس صالح سوف تجعل مظهر وسائل الإعلام خلال ال 48 ساعة القادمة.

#### الخميس 16 يونيو (لقاء الشباب بنائب الرئيس)
شهدت التطورات السياسية خطوة إيجابية جديدة على طريق تطبيع الحياة السياسية، إثر أول لقاء جمع نائب الرئيس والقائم بمهامه وأعماله، عبد ربه منصور هادي بوفد من شباب الثورة في صنعاء، رغم أن الأوضاع الأمنية في البلاد تشهد تدهورا مستمرا. في هذه الأثناء، دعا شباب الثورة اليمنيين إلى التظاهر في حشود مليونية اليوم فيما أطلق عليها «جمعة الشرعية الثورية». وتأتي هذه الدعوة في وقت تتواصل فيه المظاهرات في معظم المحافظات اليمنية للمطالبة بتشكيل مجلس انتقالي لإدارة شؤون البلاد، وفي أحد التطورات على هذا الصعيد، أصيب 11 معتصما في محافظة حجة[ ؟ ] بشمال غربي صنعاء، برصاص القوات الموالية للرئيس علي عبد الله صالح، وقالت مصادر في حجة إن بين الجرحى والمصابين جنودا ممن أعلنوا دعمهم للثورة الشبابية.
في جنوب اليمن، قتل شخص واحد، على الأقل، في مواجهات مسلحة بين مسلحين يعتقد بانتمائهم للحراك الجنوبي وقوات الأمن في مدينة الحبيلين بمحافظة لحج، هذا في وقت أعلنت فيه السلطات اليمنية اعتقال 12 شخصا يشتبه بانتمائهم لتنظيم القاعدة أثناء محاولتهم الدخول إلى مدينة عدن. على الصعيد ذاته، قالت مصادر أمنية يمنية إن عناصر إرهابية من تنظيم القاعدة أقدمت على قتل «اثنين من المواطنين وإصابة ثالث في مدينة زنجبار بمحافظة أبين».

#### الإثنين 27 يونيو
بلغ عدد ضحايا المواجهات بين قوات الحرس الجمهوري وقبائل أرحب بشمال صنعاء 17 قتيلاً بينهم امرأة و35 جريحاً.

#### الأربعاء 29 يونيو
الرئيس صالح ببيان عن طريق وزير الخارجية، قائلا أنه ينبغي أن يبدأ حوار مع المعارضة وأنه مستعد للنظر في انتقال السلطة وساطة الخليج.

#### الخميس 30 يونيو
ظهور مزيد من التفاصيل فيما يتعلق بالشرط لصالح. نائب الرئيس عبد ربه منصور هادي للصحفيين أنه شاهد الرئيس فورا بعد الهجوم مع قطعة من الخشب بين الأضلاع وحروق في صدره، والأسلحة، والوجه. وأضاف هادي أنه كان من غير المؤكد ما إذا كان صالح سيعود إلى اليمن من أي وقت مضى.

### يوليو

Territory and areas of influence for rebels (blue) and Islamists (red) in Yemen's uprising as of 7 July 2011.

#### الأحد 3 يوليو
حاولت الشرطة تفريق حشد من عدة مئات إريتريان اللاجئين يحتجون خارج مفوض الأمم المتحدة السامي لشؤون اللاجئين' مكتب في صنعاء بإطلاق الغاز المسيل للدموع في الهواء. اللاجئين تظاهروا على مدى اهتمامات أن هم عرضه للخطر بعدم الاستقرار في العاصمة اليمنية.

#### الإثنين 4 يوليو
وأصيب أحد المتظاهرين من ضباط الأمن تفريق مظاهرة ثانية من اللاجئين الإريتريين خارج مكتب «المفوضية في صنعاء».

#### الثلاثاء 5 يوليو
حوالي 700 إريتري الإضرابات مرة أخرى مكتب المفوضية في صنعاء كانت مشتتة بقوات الأمن المتضرر، مما أسفر عن مصرع شخص واحد وخمسة بالغين أما إصابة أو مقتل كذلك. عقيد يمنى الذين تحدثوا إلى وسائل الإعلام تبرير الهجوم بقوله احتجاجا تعطل أنشطة موظفي مكتب المفوضية و«بالفوضى».

#### الأربعاء 6 يوليو
وأعلن اليمن الدولة أخبار المنظمة وكالة الأنباء اليمنية أن أربعين من مسلحي القاعدة لقوا مصرعهم في الضربات الجوية في أبين خلال اليومين الماضيين. كما أنها تعلن أن جنديين قتلا خلال هجوم مضاد ضد المسلحين الذين اقتحموا معسكر لجيش.

#### الخميس 7 يوليو (صالح يظهر للمرة الأولى منذ محاولة الاغتيال)
خطاب مسجل من قبل صالح في المملكة العربية السعودية تم بثه التلفزيون الوطني في اليمن. وبدأ صالح الذي تعرض لإصابات خطيرة، مع بشرته أغمق ملحوظ وذراعيه ضمادات بشدة، وحركته محدودة إلى حد كبير على ما يبدو. الخطاب الذي استمر بضع دقائق فقط، ولكن في ذلك، دافع صالح مرة أخرى مفهوم تقاسم السلطة في حكومة وحدة بينما مدعيا أن حركة المعارضة والمحتجين على «تفاهم غير صحيحة للديمقراطية». رد فعل للكلام في الشوارع صنعاء والمدن اليمنية الأخرى كانت مختلطة، مع أنصار الإضاءة قبالة الألعاب النارية وإطلاق البنادق في الهواء للاحتفال والمتظاهرين معربا عن خيبة أمله إزاء الخطاب. وأفيد واحد إلى أربعة أشخاص لقوا حتفهم في مسار إطلاق النار الذي أعقب ذلك.
منذ محاولة اغتياله في 3 يونيو 2011 ظهر الرئيس اليمني خلال كلمة، سجلت في المستشفى العسكري في الرياض، وعلى وجهه علامات حروق واضحة، وقد لفت ذراعيه ضمادات كثيفة حيث أوضح أنه خضع لأكثر من ثماني عمليات جراحية، وأن نحو 87 ممن أصيبوا معه خلال الحادثة قد خضعوا أيضاً لعمليات جراحية. وقال صالح في كلمته إنه «يؤيد الحوار ويرحب باقتسام السلطة في إطار الدستور»، وطالب جميع القوى السياسية اليمنية بإعادة النظر في مواقفها دون تعاطف أو مجاملة، وشدد على أنه يجب أن يتفق الناس على قاسم مشترك. توجه صالح أيضاً بالشكر للقوات اليمنية وقوات الأمن لوقوفها إلى جانب الشرعية الدستورية ومعها الشرفاء من أبناء الشعب اليمني، ولنائب رئيس الجمهورية على الجهود التي يبذلها لرأب الصدع بين مختلف القوى اليمنية وكذلك توجه بالشكر للملك عبد الله بن عبد العزيز، وقيادة المملكة العربية السعودية على الرعاية والعناية التي لقيها خلال فترة علاجه. في الوقت ذاته يرى محللون أن هناك مغزى من ظهوره هذا اليوم بالذات إذ يتوافق مع ذكرى ما يدعوه النظام الحاكم بـ«الشرعية الدستورية والانتصار على الشرذمة الانفصالية» التي وقعت صيف 1994 مدلوله توجيه صفعة جديدة لمعارضيه.

#### الجمعة 8 يوليو
ونظمت مظاهرات متنافسة في صنعاء عقب خطاب صالح. نشر مقال كتبه الموظفين من وقت مجلة في عدن في المجلة مقرها الولايات المتحدة مما يوحي بأن اليمن الجنوبي يمكن الانفصال عن الجمهورية اليمنية خلال أيام أو أسابيع. ونقلت المقالة عن الأمين العام حزب الرابطة أبناء قوله أن انفصالها في جنوب اليمن، التي كونفيدرالي مع اليمن الشمالي في عام 1990، والحكومة لن تحاول إيقافه.

#### السبت 9 يوليو
قالت هيومن رايتس ووتش أن الجنود اليمنيين كانوا يقاتلون نشطاء القاعدة في شبه الجزيرة العربية في أبين بعد فقدان السيطرة على زنجبار عاصمة المقاطعة. في نفس اليوم قتل ضابط في جيش يمنى واثنين من مرؤوسيه، واثنين من المدنيين أصيبوا بجروح، في كمين في الضالع قرب عدن. أثناء الليل «الحرس الجمهوري» قصف في تعز تسببت في مقتل مدنيين اثنين على الأقل و10 إصابات أخرى. وسط احتجاجات في المدينة تدعو للإطاحة بصالح، تحتجز النساء أيضا الاعتصامات على ضوء الشموع.

#### الأحد 10 يوليو
وذكرت قناة العربية أن صالح يعتزم العودة إلى اليمن في 17 يوليو، يرافقه فريق طبي سعودي، الاحتفال بمرور 33 سنة في السلطة. وعلى الرغم من التقارير السابقة أن السلطات السعودية ستسمح بغير صالح بمغادرة البلاد، القصة لم تشر المعارضة من الرياض.

#### الخميس 13 يوليو
رويترز وادعي على 23 قتلوا وعشرات أصيبوا المزيد خلال الأسبوع الماضي في اشتباكات بين الانفصاليين الحوثيين وأنصار المعارضة الإسلامية المعتدلة حزب التجمع اليمنى للإصلاح في محافظة الجوف.

#### الأحد 16 يوليو
الفصائل المعارضة اليمنية تشكيل مجلس انتقالي يضم 17 عضوا، التي شملت أعضاء رفيعة مثل اليمن الجنوبيالسابق أن الرئيس على ناصر محمد وعامة على عبد الله العوا جيدا حيث أن بعض الأعضاء الذين يعيشون حاليا على الخارج في المنفى من اليمن. ومع ذلك، رفضت الأطراف المشتركة في الاجتماع المجلس. «لا تعكس هذا المجلس [الآراء] من» الاجتماع المشترك «، لأن لدينا خطة مختلفة. فقط وهو يمثل أولئك الذين إعداده،» قال مسؤول في حزب معارضة الانحياز أحزاب اللقاء المشترك.
واتفق القبائل المحلية في أبين المحاصر، تشكيل تحالف مؤقت مع الحكومة لمكافحة الإسلاميين المسلحين في زنجبار وغيرها من المدن التي تسيطر عليها أو الطعن فيها تنظيم القاعدة في شبه الجزيرة العربية وغيرها من الجماعات الإسلامية العنيفة. وانضم إلى رجال القبائل المسلحة مع حكومة قوات غفيرة للمرة الأولى منذ بدء الانتفاضة في المقاطعة، ويقال أن المحيطة المسلحين في ساعة متأخرة من الليل في مسؤول حكومي ما أودت اشتباكات أكبر في زنجبار منذ تولي الإسلاميون السيطرة على المدينة قبل ذلك بأسابيع.

#### الإثنين 17 يوليو
عدة مئات الآلاف صالح مكافحة المتظاهرين تميزت بمناسبة الذكرى الثالثة والثلاثين للرئاسة لصالح يلوحون بالرايات السود ويسيرون في تعزو صنعاءو عمران[ ؟ ]ومدن أخرى عبر اليمن. تجدر الإشارة إلى أن المتظاهرين المناهضين آلاف عدة في صنعاء تحولت إلى عقد تصل ملصقات وصور الرئيس.
في أبين، حيث انضمت إلى القوات الحكومية ورجال القبائل المسلحة قوات في الليلة السابقة لمكافحة الإسلاميين، استمر القتال. مراسل شبكة سي أن أن نقلا عن أحد مقاتلي القبائل قوله "نحن لن نتوقف حتى الإرهابيين مغادرة المقاطعة. ونحن سوف مكافحة ولا تمت بصلة لتفقد. يقال أن خففت القبائل بهم الحصار على المقاطعة من أجل السماح للحكومة اليمنية بنشر تعزيزات إلى المنطقة.

#### الثلاثاء 18 يوليو
اندلعت أعمال العنف في شوارع صنعاء كما أن القوات الحكومية اشتبكت مع المتظاهرين والجيش المنشقين. وادعت المعارضة الستة وتم تأكيد مصرع. أمام المنزل من تكلم بالإنكليزية عبد ربه منصور هادي، حاصروا حوالي 100 من الصحفيين للاحتجاج على القيود التي فرضتها الحكومة على حرية الصحافة والاعتداء على الصحفيين.

#### الأربعاء19 يوليو
إثيوبيا-استناداً إلى البحر الأحمر بعيد المنظمة الديمقراطية، جماعة معارضة ن إريتريا، قال 38 من أفراد البحرية الإريترية قد فر مع السفن والأسلحة إلى حديدة[ ؟ ] وفي أماكن أخرى في اليمن منذ بداية تموز/يوليو. وحذر متحدث باسم رسادو البحارة المعطوبة كانوا معرضين للترحيل من قبل السلطات اليمنية، وقد تكون عرضه لأعمال العنف الجارية في البلاد «، وما زالت حالة عدم اليقين السياسي والأوضاع المتقلبة لمستقبل اليمن». وحثت المفوضية العليا للاجئين في اليمن اتخاذ إجراءات فورية لحماية المنشقين الإريترية.

#### الجمعة 28 يوليو
على الأقل 40 لقوا مصرعهم في القتال بين القبائل المناهضة للحكومة، وقوات الجيش اليمني في منطقة أرحب، منطقة جبلية شمال صنعاء.

#### الأحد 30 يوليو
قبائل معارضة لحكومة الرئيس علي عبد الله صالح أعلن تحالف قبائل اليمن في المقر العام علي محسن الأحمرالمعطوبة «الفرقة المدرعة» الأولى في صنعاء. التحالف، يرأسها 116-عضو «مجلس استشاري»، وتعهد بالدفاع عن المتظاهرين وأعلن عن اتفاق لدفاع متبادل الفعلية مع حركة الاحتجاج، تحذير، «أي عدوان أو تهديد ضد الأماكن [الاحتجاج]... وسوف يعتبر هجوما ضد القبائل». تم تنصيب صادق الأحمر، رئيس اتحاد القبائل في حاشد قوية، كزعيم للحلف. بعد رسميا على افتراض الدور، ولكنه أبلغ التجمع، «على عبد الله صالح سوف لا يحكمون علينا طالما أنا على قيد الحياة.» وأفادت إيران سيرات أن جنود الحكومة في منطقة أرحب، إطلاق النار على المتظاهرين، مع عدد غير معروف من الضحايا.

### أغسطس

#### 1 أغسطس
احتفل المتظاهرون في ساحة التغيير معسكر احتجاج في صنعاء بداية شهر رمضان في الفجر، مع العديد من تغامر بالخروج من خيامهم على الرغم من الأمطار الغزيرة التي هطلت من أجل الصلاة في الساحة. قرب تعز، رجال القبائل المناهضين للحكومة قيل أن اشتبك مع قوات صالح ، تاركاً مقاتلي القبائل مقتل شخصين وإصابة ثلاثة بجروح. انسحبت القبائل المتحالفة من جيش هجومية لمكافحة الإسلاميين في جنوب اليمن، من الواضح أنه في استجابة لحادث نيران صديقة الأخيرة أسفرت عن مقتل 15 من مقاتلي القبائل .

#### 3 أغسطس
القبائل في الجنوب التحق حملة ضد المسلحين في محافظة أبين.

#### 5 أغسطس
رجال قبائل حاشد المسلحة اشتبكت مع «عناصر من الحرس الجمهوري» بقيادة أجمد صالح، نجل الرئيس، في وسط صنعاء. واستمر القتال حوالي نصف ساعة. خلال النهار مقسوماً المقاتلين من كلا الجانبين تسد الشوارع وإقامة نقاط تفتيش مؤقتة المدينة، حسبما أفادت قناة الجزيرة الإنجليزية. يقال أن تم إغلاق مطار صنعاء الدولي بسبب تهديد رجال القبائل للهجوم على وصول ومغادرة الطائرات.

#### 6 أغسطس
وأبلغ بعض الاشتباكات في صنعاء، ولكن القتال كانت طفيفة مقارنة بمعارك الشوارع اليوم السابق. وفي المساء، أفرج الرئيس صالح من مستشفى الرياض حيث أنه كان النقاهة للشهرين الماضيين. ومع ذلك، بقي في عاصمة المملكة العربية السعوديةن، ومن غير الواضح متى وإذا أنه قد يعود إلى اليمن.

#### 7 أغسطس
تكتل احزاب اللقاء المشترك في بيان مرة أخرى ينكر أي صلة له محاولة اغتيال صالح في مطلع يونيو. البيان الذي دعا لتحقيق في التفجير، فضلا عن أعمال العنف التي ارتكبت ضد المتظاهرين في جميع أنحاء العام، ويسمى العلاج النظام من الهجوم «ابتزاز سياسي إلى فشل الشباب سبعة أشهر الاحتجاجات». وحذر تحالف قبائل اليمن أن الجيش اليمنى ضد العمليات العسكرية في منطقة ال-هاسابا من وسط مدينة صنعاء، قائلا في بيان أن رجال القبائل ملزمون بالدفاع عن المنطقة، التي ظلت المركزية للاحتجاجات في المدينة العاصمة.

#### 8 أغسطس
ذكر موقع أخبار إيان الأردن البوابة، نقلا عن مصادر لم تكشف عنها، أن صالح قرر عدم العودة إلى اليمن خوفاً من مواجهة المحاكمة. وادعي التقرير أيضا الضغوط التي تطبقها الولايات المتحدة على صالح لا العودة وكان عاملاً في قرار الرئيس.

#### 9 أغسطس
ونفى المسؤولون اليمنيون التقارير اليوم السابق أن صالح لن يعود إلى اليمن، قائلا أنه سيعود «بعد فترة محددة من فترة النقاهة». في سيئون، تظاهر الآلاف احتجاجا على التأخير والنقص في توفير الضروريات الأساسية صالح استيراد المخدرات القات. هاجمت قوات الأمن جمع، أدى إلى مصرع واحد.

#### 10 أغسطس
بموجب هدنة جديدة في تعز، وافقت الحكومة الموالية وحدات «الحرس الجمهوري» ورجال القبائل المسلحين المناهضين للحكومة بعضها بعضا بالانسحاب من شوارع المدينة والسماح بنشر قوات الشرطة النظامية. بعد أن أفادت الأنباء أن صالح اجتمع مع كبار مسؤولي حزب المؤتمر الشعبي العام في الرياض، قال المتحدث باسم الحكومة اليمنية أنه يفكر في إعادة بناء على مبادرة دول مجلس التعاون الخليجي.

#### 11 أغسطس
وعلى الرغم من أن الهدنة الجديدة، اندلعت مواجهات بعد عشرات الآلاف من اليمنيين في تعز الواضحة الدعوة لصالح وموظفيه التنحي ويواجه المحاكمة. وأصيب أربعة.

#### 12 أغسطس--«الجمعة من تحقيق النصر»
مهاجمين مجهولين مقتل جندي واحد الميت واثنين آخرين بجروح في هجوم على دورية في تعز، طبقاً لإخبار تديرها الدولة. احتشد مئات الآلاف من اليمنيين في صنعاء الغربي شانت، «ثورة، ثورة لكل الناس ضد الطغاة،» وحض إلى الله «منح لنا النصر في شهر رمضان». احتجاجات مماثلة وقعت في عدنو حديدة[ ؟ ]، وآب، ومأرب[ ؟ ]و صعدةوتعز. احتشد عشرات آلاف أنصار صالح أيضا في جنوب صنعاء تحت شعار، «الشعب يريد على عبد الله صالح». وقال مسئول حكومي كبير صالح تبحث خطة جديدة في ظلها أن نقل السلطة إلى هادي والسماح بإجراء انتخابات جديدة عقدها مع الاحتفاظ بمنصبه الفخري رئيسا، على الرغم من أن المعارضة لم تقبل الشروط.

#### 13 أغسطس
وذكر تقرير صحيفة أن ادعى صالح أنه لن يوقع على اتفاق دول مجلس التعاون الخليجي ما لم تكن عامة علي محسن الأحمر والشيخ صادق الأحمر، أبرز قادة الفصائل المعارضة المسلحة المنتسبة مع حركة الاحتجاج، غادر اليمن أولاً. وقال متحدث باسم معارضة نقلا عن التقرير أن كليهما قد وافقت على القيام بذلك. المتمردين احزاب اللقاء المشترك والحوثيين في شمال اليمن للتوصل إلى هدنة بوساطة من القبائل المحلية، ادعى الموقع أحزاب اللقاء المشترك. أحزاب اللقاء المشترك كما عين حاكما جديداً الجوف[ ؟ ]، التي تقع خارج سيطرة الحكومة، في إطار التحضير لمجلس وطني المزمع سيعلن في 17 أغسطس. اسمه الشريف الحسين الضمين للموقف. هادي حذرت أحزاب اللقاء المشترك ضد تشكيل المجلس، يقول دبلوماسي بريطاني، «العواقب الوخيمة التي سوف تؤثر على جميع اليمنيين إذا تستمر المعارضة في البلاد إلى حالة من الفوضى.»

#### 14 أغسطس
واشتبك «الحرس الجمهوري» في شمال غرب صنعاء، مع على محسن الأحمر «الفرقة المدرعة الأولى»، أدى إلى مصرع أحد المدنيين في تبادل لإطلاق النار. حميد الأحمر، زعيم في التجمع اليمنى للإصلاح، ودعا الحكومات الغربية بتجميد الأصول الأجنبية لصالح. كما أعرب عن تأييده لمبادرة دول مجلس التعاون الخليجي.

#### 15 أغسطس
سيارة مفخخة ضربت اجتماع الحوثيين في مبنى حكومة التي استولت عليها المعارضة في الجوف، مما أسفر عن مقتل واحد على الأقل وترك ثلاثة على الأقل بجروح.  الشرق الأوسط  أفادت أن زعيم الحزب الحاكم البرلمانية سلطان البركاني ادعى «هناك لم يعد مجالاً للشك» أن حميد الأحمر كان وراء محاولة الاغتيال التي استهدفت يونيو ضد صالح وغيرهم من المسؤولين الحكوميين.

#### 16 أغسطس
قتل ثلاثة وعشرون بكيل من مقاتلي القبائل في أرحب[ ؟ ] في القتال بين عشية وضحاها مع «الحرس الجمهوري»، وفقا لمصدر القبائل المناهضة للحكومة، أفادت قناة الجزيرة. وادعي الجيش القتال قد اندلعت عندما حصلت كلمة بكيل كانوا يخططون للاستيلاء على مطار صنعاء الدولي وقاعدة، في حين نفت الادعاء بكيل وقال الجيش جيشا قريب كان يحاول لبدء حرب مع الاتحاد الكونفدرالي القبلية. الحكومة مسؤولية المسؤولين معقود على المعارضة السياسية، زعيم التجمع اليمنى للإصلاح لا سيما السابق منصور الحنق، قائلا أن المؤامرة المزعومة كانت الأدلة من «الخطة الإطاحة بالشرعية الدستورية والاستيلاء على السلطة بالقوة». ومن ناحية أخرى، أعطى صالح خطاب آخر من المملكة العربية السعودية الدعوة لإجراء انتخابات رئاسية مبكرة، والتنديد بالمعارضة بأنها «بقايا الماركسيين، حركة طالبان، والإمامة»، وأكرر خططه الرامية إلى العودة إلى صنعاء «قريبا». أحد المتظاهرين مصرعه وأصيب 16 آخرون بجروح في هوديدة بقوات الأمن والمهاجمين برو-صالح، أفاد ناشط في معارضة.

#### 17 أغسطس
في جامعة صنعاء، تحت الحماية من «الفرقة المدرعة» الأولى، انتخب ممثلو 800 من أحزاب اللقاء المشترك والتجمع اليمنى للإصلاح، وحوثيون والحركة الجنوبية مجموعات المعارضة اليمنية، إلى جانب ممثلين عن المتظاهرين الشباب، 143 أعضاء لتشكيل جديد المجلس الوطني لقوى الثورة السلمية. يتوجب المجلس مع انتخاب 20-عضو لجنة تنفيذية بمثابة القيادة السياسية وتوجيه السلطة لحركة الاحتجاج. وأفيد أن بين 143 انتخب للمجلس كانت توكل كرمانو حميد الأحمرو صادق الأحمر، علي محسن الأحمر، محمد الصبري، ومحمد باسندوهو ياسين سعيد نعمان. مقر سبأفون جي إس أم، شركة شبكة هاتف المحمول التي يرأسها حميد الأحمر، تضررت بفعل صاروخيةأطلق مهاجمون مجهولون في المبنى.

#### 22 أغسطس
حسبما ذكرت وسائل الإعلام تديرها الدولة اليمنية أن عبد العزيز عبد الغني، واليمن الشمالي سابق أنا نائب الرئيس ورئيس الوزراء اليمنى السابق، والرئيس الحالي مجلس الشورى[ ؟ ]، متأثرة بجروح أصيبت بها في قصف المجمع الرئاسي في مستشفى الرياض له 3 يونيه.

#### 23 أغسطس
عاد رئيس الوزراء علي محمد مجور إلى صنعاء من الرياض بعد إصابته بجروح في محاولة اغتيال في يونيو ضد الرئيس صالح، حسبما ذكرت وسائل الإعلام الحكومية اليمنية.

#### 26 أغسطس – «اليوم جمعة نصر واعدة»
ودعا المجلس الوطني اليمنى «للمملكة العربية السعودية ودول الخليج الأخرى لتتماشى مع تطلعات الشعب اليمنى، وليس لتقديم الدعم لفلول النظام». تظاهر آلاف في المدن عبر اليمن يدعو صالح الاستقالة من منصبه، في حين أظهرت الآلاف من المتظاهرين المناهضين الدعم لصالح التي تحمل صورته، ورددوا شعارات تدعو لعودته.

#### 29 أغسطس
صالح ظهرت مرة أخرى إلى صوت الدعم لمبادرة مجلس التعاون الخليجي، وقال أن الانتخابات الرئاسية التي ستعقد في غضون أشهر. وأفادت وكالة رويترز أن مصدر مقرب من صالح قال أنه أجرى صفقة مع المعارضة لنقل السلطة إلى هادي في التحضير لإجراء انتخابات في غضون ثلاثة أشهر.

#### 30 أغسطس
قصفت قوات الحرس الجمهوري عدد من القرى في أرحب بصواريخ الكاتيوشا مع مواجهات مع القبائل المؤيدين للثورة، ونزح الآلاف من السكان إلى قرى بعيده من اماكن الاشتباكات، وتتهم السلطات رجال القبائل بالوقوف إلى جانب عناصر ارهابيه لتنفيذ عمليات ضد الجيش، في حين يقول مسلحو القبائل أنهم يدعمون الثوار المطالبين بتنحي صالح وأسرتة عن الحكم.
بمناسبة اليوم الأول من عيد الفطر، تظاهر الآلاف ضد صالح في صنعاء، مطالبين مرة أخرى لعلى عبد الله صالح الاستقالة.

### سبتمبر

#### 5 سبتمبر
المفاوضات التي جمعت خطي على صفقة انتقال وساطة الأمم المتحدة على غرار الصفقة السابقة التي وضعت من قبل دول مجلس التعاون الخليجي.

#### 9 سبتمبر--«الجمعة النصر من عند الله»
اليمنية المحتجين إلى الشوارع واحتلت ساحة التغيير في واحدة من أضخم تظاهرة شهدتها البلاد بهم حتى الآن، ومع مليون كانوا يحتجون ضد صالح، بما في ذلك 500,000 في تعز.

#### 10 سبتمبر
الجيش اليمنى ريتاكيس مدينة زنجبار على الساحل الجنوبي من المتطرفين الإسلاميين المزعومة مع احتمال وجود صلات القاعدة.

#### 12 سبتمبر
من الرياض، صالح أصدر مرسوما بنقل بعض السلطات الرئاسية إلى هادي، بما في ذلك يخول نائب الرئيس التفاوض بشأن نقل سلطة التعامل على أساس الإطار دول مجلس التعاون الخليجي والإعداد لجولة جديدة من الانتخابات الرئاسية تحت إشراف دولي.

#### 15 سبتمبر
قوات الأمن اليمنية الجرح بالذخيرة الحية على المتظاهرين 12 على الأقل.

#### 16 سبتمبر
وسار مئات الآلاف من اليمنيين في صنعاء وتعز المطالبة باستقالة صالح. ويحمي المسيرة «الفرقة المدرعة الأولى التي» يقودها علي محسن الأحمرمن العام. أطلقت قوات الأمن النار على المتظاهرين في تعز، مما أسفر عن مقتل واحد وإصابة 13، وفي حي أبو رضا في صنعاء، مما أدى إلى إصابة أحد. ولم يتضح ما إذا كانت الفرقة المدرعة الأولى أو تحالف القبائل اليمنية ردت على إطلاق النار.

#### 17 سبتمبر
قتل جندي المعيبة في القتال بين قوات المتمردين علي محسن الأحمر، تعمل بدعم «لجنة أمنية شباب»، وقوات الحكومة الموالية في صنعاء. يقال أن اندلعت المواجهة إلى عندما بدأت القوات الموالية لصالح مهاجمة المتظاهرين عقد اعتصام في ساحة التغيير، وشباب وجنود المعطوبة، الذين اضطلعوا بدور حماية حركة الاحتجاج، ردت بإطلاق نيران المدافع الرشاشة.

#### 18 سبتمبر
في 18 سبتمبر خرجت مسيرة للمحتجين من ساحة التغيير بصنعاء وهاجمتها قوات الأمن مما أسفر عن مقتل ما يقارب 50 شخصاً، وقامت قوات من الفرقة الاولى مدرع بالاشتباك مع قوات الأمن للدفاع عن المتظاهرين في جولة كنتاكي التي تقع على الجانب الغربي من الطريق الرئيسية (شارع الزبيري) وسط العاصمة صنعاء، واستطاعوا السيطرة على المكان وانسحبت القوات الموالية للحكومة من المنطقة.
ساعات بعد أن زعم مسؤول سعودي أن هادي سيوقع الاتفاق الانتقالي دول مجلس التعاون الخليجي «في غضون أسبوع»، فتحت النار على المتظاهرين في صنعاء، في ساحة التغيير وغيرها من المواقع، في ما يبدو أنه حملة يوم واحد دموية في الأشهر الميليشيات الحكومية القوات ويرتدون ملابس مدنية. صادق الأحمر، رئيس تحالف القبائل اليمنية، صرح لوسائل الإعلام أنه أصدر أوامره للميليشيات القبلية لا للرد حتى تحت القصف من قبل «قوات الحرس الجمهوري»، قائلا أنه لا يريد أن يعطي الحكومة «أي عذر لعدم التوقيع على اتفاق لنقل السلطة»، قناة الجزيرة التي ذكرت. ومع ذلك، اتهم وزير الداخلية مطهر رشاد المصري حاشد للتسبب في الحادث، قائلا أن رجال القبائل المسلحين هاجمت العاملين بالشرطة والوزارة كما أنهم تناولوا طعام الغداء. المتظاهرين مالا يقل عن 26 قتيلا وأكثر من 200 أكثر أصيبوا بجروح. يقال أن رد علي محسن الأحمر «الفرقة المدرعة الأولى»، ترك عدد من الموالين جندي بجروح، على الرغم من أن هذا لم يتأكد فورا.

#### 19 سبتمبر
قتل 28 شخصا على الأقل في صنعاء، بعد قتل عشرات القتلى يوم القوات الموالية لنظام صالح.

#### الثلاثاء 20 سبتمبر
قال شهود عيان أن صواريخ الجيش أطلق النار على مخيم احتجاج، مما أسفر عن مقتل العديد من الرجال. معارك القصف وبندقية مرة أخرى اندلعت في العاصمة على الرغم من الشائعات عن وقف إطلاق النار وترك مالا يقل عن 11 قتيلا وأصيب العديد بجروح أكثر.
قتل ثلاثة متظاهرين يمنيين الثلاثاء اثر استهداف معسكر للفرقة الأولى مدرع القريب من ساحة التغيير بجامعة صنعاء بقصف صاروخي ليرتفع بذلك عدد القتلى في صفوف المتظاهرين المطالبين بتنحي الرئيس علي عبد الله صالح خلال يومين إلى 60 قتيلاً والمئات من الجرحى. وقال عضواللجنة الدائمة «المركزية» لحزب المؤتمر الشعبي العام الحاكم عبد الله الحضرمي ليونايتد برس انترناشونال«النظام مارس أعلى درجات ضبط النفس أمام الفرقة المنشقة خلال الأشهر الماضية وهي حاولت استدراجه إلى حروب جزئية في أرحب وأبين ونهم ومأرب لتشتيت قواه وبالذات قوة الحرس الجمهوري».
من جهة أخرى فإن شكوكاً تدور حول الأحداث الأخيرة والقناصة ولا يستبعد بعض اليمنيين والمحللين السياسيين تورط آل الأحمر وعلي محسن في العملية أيضاً بسبب الوقت الطويل الذي انهك حشود شباب الثورة لأشهر متواصلة في ساحة التغيير بصنعاء وساحات أخرى متفرقة في اليمن كما أن هناك مخاوف من تورط قنوات إعلامية خارجية بنقل غير محايد للأحداث.

#### الخميس 22 سبتمبر (اتهام رئيس جنوبي سابق ومقتل 7 يمنيين)
واستمر القتال على الرغم من وقف إطلاق النار الذي أعلنته هادي قبل يومين.
بعد مغادرة الوسيط الخليجي صنعاء من دون تحقيق نتيجة، وقال مسعفون إن خمسة أشخاص على الأقل قتلوا بنيران القصف والقناصة في صنعاء ليرتفع عدد القتلى في الأيام الأربعة الأخيرة إلى ،75 حيث قتل أربعة بنيران قناصة في حادثي إطلاق نار منفصلين قرب ساحة التغيير، ولقي الخامس حتفه حين سقطت قذيفة مورتر على الساحة، فيما اتهمت وزارة الدفاع الرئيس الجنوبي السابق على ناصر محمد، بتحويل مبالغ مالية تقدر بـ 248 ألف و990 دولارا أميركيا بغرض القيام بأعمال تخريبية في اليمن. ونسبت وزارة الدفاع اليمنية عبر موقعها الإلكتروني إلى مصادر قضائية قولها «تم حجز مبلغ بالعملة الصعبة كان قد حوله الرئيس الأسبق علي ناصر محمد إلى أحد الأشخاص عبر أحد البنوك الوطنية، لتمويل عمليات تخريبية تستهدف أمن الوطن واستقراره». ارتفع عدد القتلى إلى 7 من شباب ساحة التغيير وقال مصدر في اللجنة التنظيمية لشباب الثورة في صنعاء إن قوات الجيش الموالي للرئيس صالح والمتمركزة في المرتفعات الشرقية للعاصمة قصفت مقر الفرقة الأولى مدرع وأبنية سكنية وتجارية في شارع الزبيري، حيث مقرات أكثر الشركات التجارية والمصارف فضلاً عن قصف منزل الشيخ حميد الأحمر في شارع الخمسين.